# Йозеф Ретер
Йозеф Ретер (нім. Josef Röther; 7 жовтня 1907, Ізерлон — 20 лютого 1988, Ізерлон) — німецький офіцер-підводник, капітан-лейтенант крігсмаріне. Кавалер Німецького хреста в золоті.

## Біографія
1 жовтня 1927 року вступив в рейхсмаріне. З 23 лютого 1938 року — ад'ютант на важкому крейсері «Дойчланд». З 18 вересня 1938 року служив в 3-му дивізіоні корабельних гармат, з 7 вересня 1939 року — в службі ВМС в Гамбурзі. З 14 вересня 1939 року — 1-й офіцер на постановнику сітей «Генуя». З 28 червня 1940 року — командир форпостенбота «Раума» флотилії оборони порту Осло. З 31 березня по 31 серпня 1941 року пройшов курс підводника, з 1 вересня по 9 жовтня — курс командира човна, з 10 жовтня по 1 грудня — командирську практику на підводному човні U-552. З 22 грудня 1941 по листопад 1943 року — командир підводного човна U-380, на якому здійснив 10 походів (разом 226 днів у морі). В листопаді 1939 року був переданий в розпорядження 29-ї флотилії, з 15 січня 1944 року служив в штабі флотилії. 25 серпня 1944 року взятий в полон французькими військами. 2 лютого 1946 року звільнений.
Всього за час бойових дій потопив 3 кораблі загальною водотоннажністю 21 241 тонна і пошкодив 1 корабель водотоннажністю 7191 тонна.
| Дата              | Назва корабля                         | Тип                | Тоннаж | Вантаж         | Екіпаж | Загинули | Країна             | Конвой |
| ----------------- | ------------------------------------- | ------------------ | ------ | -------------- | ------ | -------- | ------------------ | ------ |
| 18 вересня 1942   | Olaf Fostenes                         | Торговий теплохід  | 2,994  | Баласт         | 36     | 0        | Норвегія           |        |
| 11 листопада 1942 | Nieuw Zeeland                         | Десантний корабель | 11,069 | Баласт         | 256    | 18       | Нідерланди         | Torch  |
| 15 березня 1943   | Ocean Seaman (безповоротно втрачений) | Торговий пароплав  | 7,178  | Баласт         | 59     | 0        | Британська імперія | ET-14  |
| 23 серпня 1943    | Pierre Soulé (пошкоджений)            | Торговий пароплав  | 7,191  | Баласт (пісок) | 122    | 0        | США                |        |

## Звання
- Кадровий солдат (1 жовтня 1927)
- Матрос-єфрейтор (1 жовтня 1931)
- Боцмансмат (1 жовтня 1932)
- Боцман (1 квітня 1934)
- Фенріх-цур-зее (1 травня 1937)
- Оберфенріх-цур-зее (1 липня 1938)
- Лейтенант-цур-зее (1 жовтня 1938)
- Оберлейтенант-цур-зее (1 жовтня 1939)
- Капітан-лейтенант (1 липня 1941)

## Нагороди
- Медаль «За вислугу років у Вермахті» 4-го і 3-го класу (12 років)
- Іспанський хрест в бронзі
- Залізний хрест
  - 2-го класу (11 червня 1940)
  - 1-го класу (23 листопада 1942)
- Нагрудний знак мінних тральщиків (18 грудня 1940)
- Нагрудний знак підводника (12 жовтня 1942)
- Бронзова медаль «За військову доблесть» (Італія) (29 травня 1943)
- Німецький хрест в золоті (19 листопада 1943)